# Voornes Duin
Het Voornes Duin is een natuurreservaat in Zuid-Holland op het eiland Voorne van ongeveer 1400 ha groot. Delen zijn vanaf 1927 in beheer bij Natuurmonumenten. Ook de stichting Het Zuid-Hollands Landschap beheert een deel van het gebied. Voornes Duin heeft sinds 2008 de status van Natura 2000-gebied.

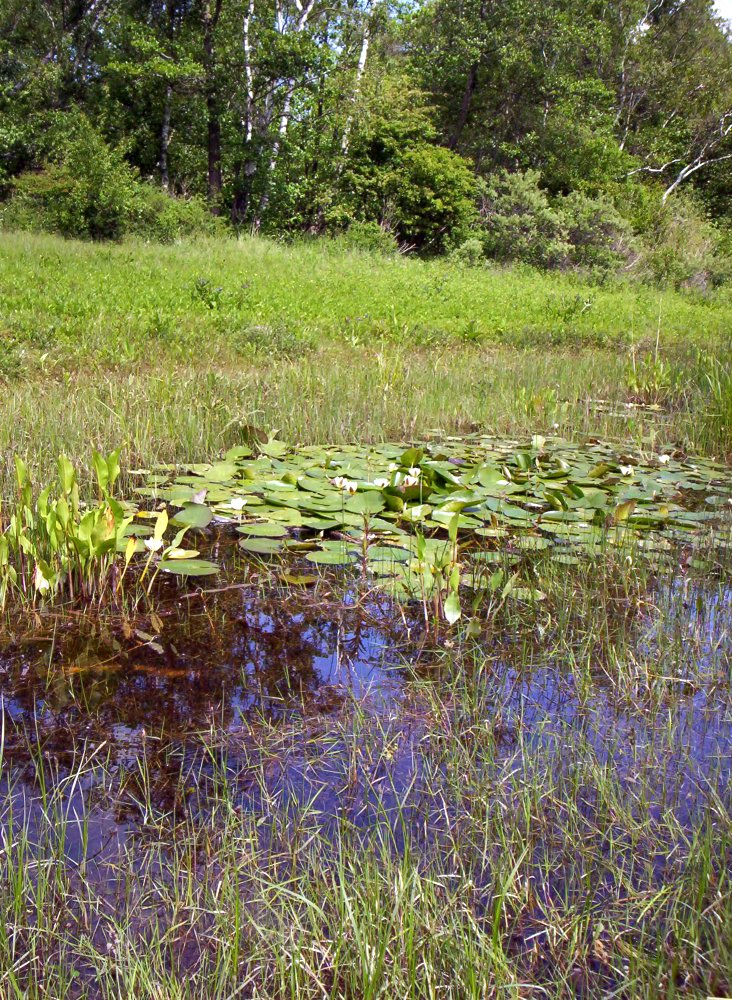
Het Waterbos in het natuurgebied Voornes Duin

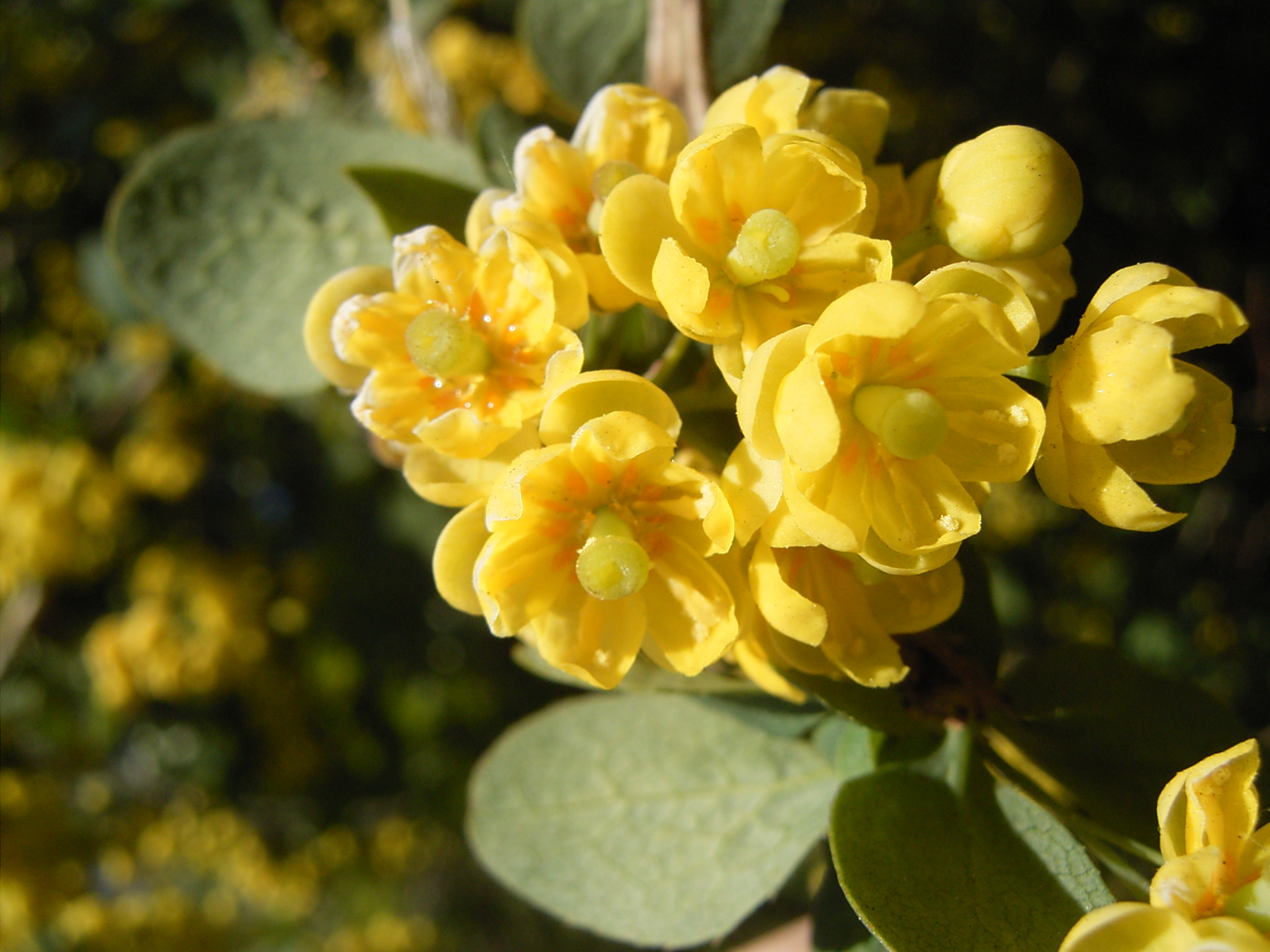
Bloemen van de zuurbes Berberis vulgaris in Voornes Duin

## Landschap
Voornes Duin behoort tot de zogenaamde jonge, kalkrijke duinen die pas zijn ontwikkeld in de Late Middeleeuwen. De oudste kern is de Heveringen in het noordoosten van het gebied bij het dorp Oostvoorne terwijl de jongste duinen bij de Groene Punt liggen, die laat in de 20ste eeuw zijn gevormd. Het landschap is gedurende de twintigste eeuw sterk van karakter veranderd. Door overbeweiding was het gebied aan het eind van de 19de eeuw een stuivende zandwoestijn. De overheid greep in 1910 in wat resulteerde in een verbod op beweiding en houtkap en in aanplant met bos. Grote invloed hadden de waterstaatkundige werken bij het duingebied, zoals de aanleg van de Nieuwe Waterweg omstreeks 1870 en de Deltawerken in de tweede helft van de 20e eeuw. Ook de aanleg van de Maasvlakte en de industrialisatie van Europoort lieten hun diepe sporen na. 
Dat het gebied nog steeds de moeite waard is en vele dier- en plantensoorten herbergt is te danken aan het feit dat het duingebied niet kon worden gebruikt voor waterwinning vanwege de betrekkelijk geringe omvang van de zandpakketten. Ook de slecht doorlaatbare klei- en veenlagen zorgden ervoor dat er nog steeds veel natte milieus in Voornes Duin zijn te vinden. Er zijn twee grote duinmeren (Breede water en Quackjeswater) naast natte duinvalleien en meerdere kleine poelen en moerassen. Daarnaast is er veel bos, waaronder het Waterbos, en zijn er duingraslanden en struwelen, onder meer met Duindoorn. Het gebied kent vele overgangen, van nat naar droog, van voedselarm naar –rijk, van kalkrijk naar –arm en van zoet naar zout. Dit veroorzaakt de grote variatie aan levensgemeenschappen.

### Breede water
Het Breede Water is ontstaan in de periode tussen 1910 en 1930. Een nieuwe rij duinen sloot een strandvlakte af van de zee waardoor een grote duinplas ontstond. In de loop der jaren heeft zich hier een weelderige plantengroei ontwikkeld. Vele vogels worden aangetrokken door het voedselrijke water. De aalscholver is wel de opvallendste naast de vele soorten eenden, zoals de Kuifeend, Tafel-, Slob- en Bergeend die hier hun jongen grootbrengen.

### Quackjeswater

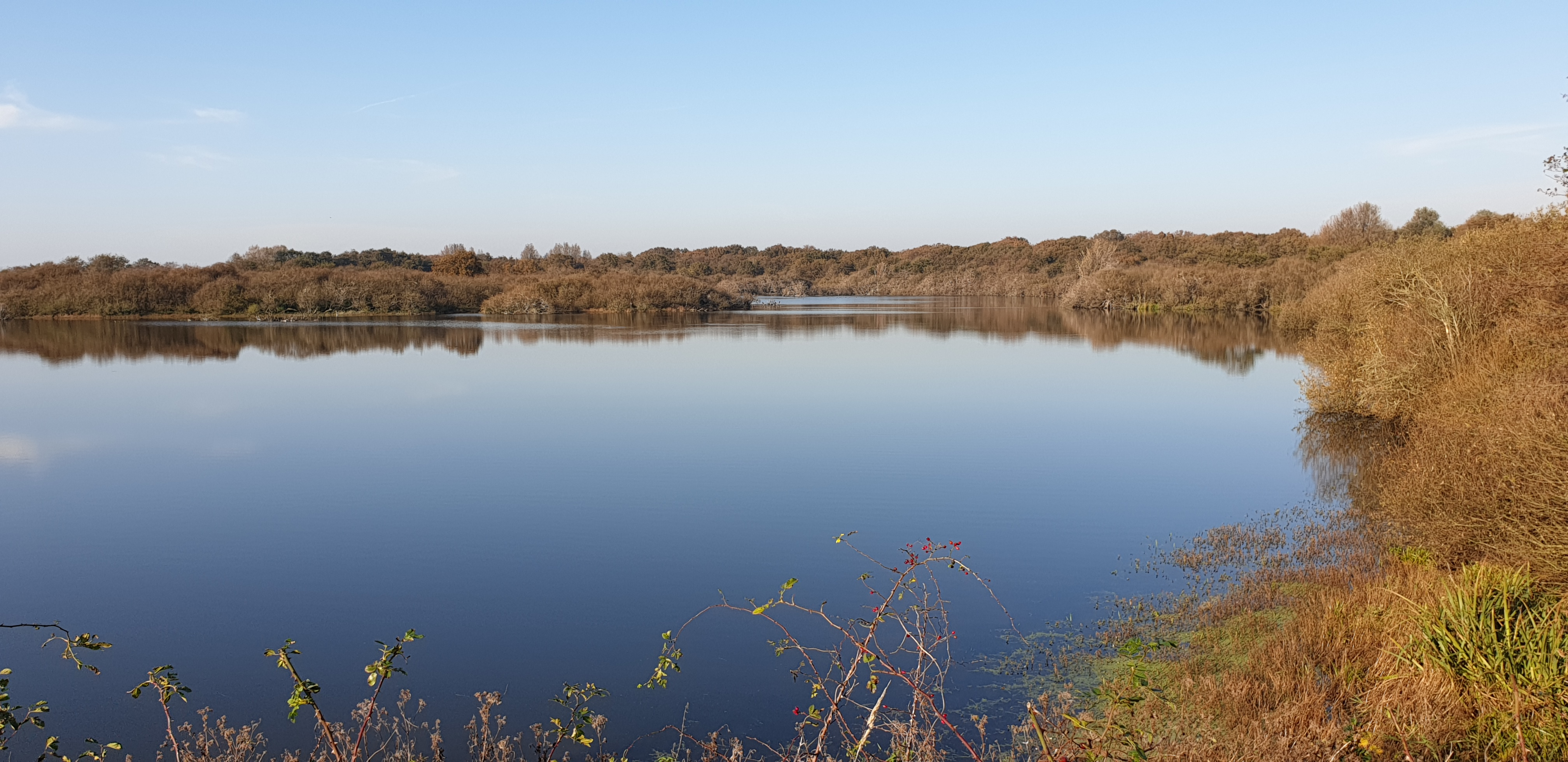
Het Quackjeswater vanaf het uitzichtspunt nabij Rockanje

Het Quackjeswater is ontstaan door een uitgestoven duinvallei die zich omstreeks de zestiende eeuw ontwikkelde tot een moerasgebied. Nadat het gebied in 1927 in handen kwam van Natuurmonumenten werd het in de jaren 30 in het kader van de werkverschaffing uitgediept omdat het dreigde te verlanden. Talloze zangvogels vinden in de brede rietkragen bescherming. Een uniek Elzenbos omgeeft het Quackjeswater.

## Flora en fauna
Het gebied is rijk aan planten. Bij de eerste systematisch opgezette inventarisaties in de jaren 1960 trof men 715 inheemse plantensoorten aan. Dit is waarschijnlijk per oppervlakte-eenheid meer dan in enig ander natuurgebied in Nederland van vergelijkbare grootte. Hoewel het soortenaantal is teruggelopen, kunnen nog steeds 90 zeldzame, zogenaamde Rode Lijstsoorten aangetroffen worden. Voorbeelden zijn Moerasgamander (Teucrium scordium), Groenknolorchis (Liparis loeselii), Teer guichelheil (Anagallis tenella), Stijve moerasweegbree (Baldellia ranunculoides subsp. ranunculoides), Platte bies (Blysmus compressus), Slanke duingentiaan (Gentianella amarella) en Weegbreefonteinkruid (Potamogeton coloratus). De ontwikkeling van de flora is goed in kaart gebracht door biologen die veel onderzoek verrichten in het gebied. Zo is bekend dat de hoeveelheid bos in het gebied van ongeveer 1% in 1934 is opgelopen to ruim 40% in 1980. Door beheermaatregelen als maaien wordt geprobeerd de verschillende plantengemeenschappen in stand te houden.
Voornes Duin is ook voor de fauna van groot belang. Er komen twee zeldzame diersoorten voor: de Noordse woelmuis (Microtus oeconomus) en de Nauwe korfslak (Vertigo (Vertilla) angustior). Met veertig soorten landslakken herbergt het gebied ongeveer de helft van de gehele landslakkenfauna van Nederland. Een andere goed vertegenwoordigde diergroep zijn de nachtvlinders met ruim 400 soorten. Ten slotte broedt bijna twee derde van de Nederlandse broedvogelsoorten er geregeld. Aan te treffen zijn onder meer de Lepelaar (Platalea leucorodia) , Aalscholver (Phalacrocorax carbo), Kleine zilverreiger (Egretta garzetta), Geoorde fuut (Podiceps nigricollis),  Blauwborst (Luscinia svecica). Nachtegaal (Luscinia megarhynchos) en diverse roofvogels.

## Bedreiging en bescherming
Hoewel delen van het gebied al in 1927 eigendom werden van Natuurmonumenten, vormde de voortdurende uitbreiding van het Rotterdamse haven- en industriegebied een belangrijke bedreiging van het gebied. Omstreeks 1964 sneuvelde reeds het nabijgelegen gebied De Beer. In 1968 publiceerden M.J. Adriani en Eddy van der Maarel, biologen van het Biologisch station Weevers' Duin de brochure Voorne in de branding, een poging de verdere ontwikkeling van de Maasvlakte tegen te houden. Tevergeefs.
Op 19 februari 2008 is het gebied door de minister van LNV (nu Economische Zaken) als Natura 2000-gebied aangewezen. Het heeft nu Europese bescherming via de Habitatrichtlijn en de Vogelrichtlijn. Beheerders zijn Natuurmonumenten, het Zuid-Hollands Landschap, Rijkswaterstaat, gemeente Westvoorne en particulieren.

## Recreatie en toegang
Het bij Voornes Duin behorende Bezoekerscentrum Tenellaplas is in Rockanje gevestigd. Achter het bezoekerscentrum bevindt zich het heempark "De Tenellaplas" dat in 1950 werd aangelegd door Cees Sipkes.
Voornes Duin is vrij toegankelijk voor leden van Natuurmonumenten en Het Zuid-Hollands Landschap. Er zijn gemarkeerde wandelroutes, fietspaden langs het gebied, ruiterpaden en vogelkijkschermen. Natuurmonumenten organiseert excursies. Het gebied is per fiets, auto en bus te bereiken.